# Jonathan Harrington
Jonathan Harrington (* 1958) ist ein britischstämmiger Professor für Phonetik am Institut für Phonetik und Sprachverarbeitung der Ludwig-Maximilians-Universität München.
Harrington studierte Modern & Medieval Languages und Linguistik am Downing College in Cambridge und wurde dort 1986 in Phonetik promoviert. Nach verschiedenen Anstellungen, u. a. an der University of Edinburgh und der Macquarie University in Sydney, wurde er Professor an der Christian-Albrechts-Universität zu Kiel.
2006 übernahm der den Lehrstuhl von Hans Günther Tillmann an der Ludwig-Maximilians-Universität München. Bekannt wurde er vor allem durch seine Forschungen zum Lautwandel, den er exemplarisch an den Weihnachtsansprachen von Königin Elisabeth II. untersuchte.

## Schriften
- Speech Production: Model, Phonetic Processes and Techniques. New York, Psychology Press (2006)
- The Phonetic Analysis of Speech Corpora. Wiley-Blackwell (2010)